# Kalina Jędrusik
Kalina Jędrusik, née le 5 février 1930 à Gnaszyn-Kawodrza, en Pologne et morte le 7 août 1991 à Varsovie est une comédienne de théâtre et de cinéma polonaise.

## Filmographie partielle

### Cinéma
- 1958 : Eva veut dormir : Biernacka
- 1958 : Kalosze szczęścia : Sonia
- 1960 : Les Innocents charmeurs : la journaliste
- 1963 : L'Art d'être aimée
- 1965 : Le Pingouin
- 1968 : La Poupée : Madame Wasowska
- 1975 : La Terre de la grande promesse : Lucy Zuckerowa
- 1985 : O-bi, O-ba - Koniec cywilizacji : la femme du Millionaire
- 1986 : Jezioro Bodeńskie : la femme écoutant du Chopin
- 1991 : La Double Vie de Véronique : la femme bariolée
- 1991 : Ferdydurke : femme du professeur

### Télévision
- 1978 : Ziemia obiecana (série télévisée) : Lucy Zucker